# فرید خزعل

فرید خزعل (نفر اول سمت راست) در جریان استقبال شیخ صَقَر (برادر شیخ شارجه) از افسران نیروی دریایی ایران در ناو آرتمیس

ناخدا فرید خزعل (زاده: ۱۳۰۶ خورشیدی، درگذشت: ۱۳۵۴ خورشیدی)، از فرماندهان ارشد نیروی دریایی شاهنشاهی ایران، در عصر پهلوی دوم بود وی از نوه‌های شیخ خزعل بود.
گفته می‌شود که وی، در عملیات آزادسازی جزایر سه‌گانه ایرانی خلیج فارس از دست قوای انگلیس در آذر ماه ۱۳۵۰ خورشیدی، حضور داشته و از فرماندهان نیروی دریایی ایران در این عملیات بوده‌است. شاخص‌ترین همرزم او در این عملیات شهریار شفیق (فرزند اشرف پهلوی از شوهر مصری‌اش، احمد شفیق) بوده‌است.
در مصاحبه‌ای که مرکز مطالعات استراتژیک ایران، با ناخدا سعید زنگنه انجام داده‌است، در این ارتباط آمده‌است:
... در آذرماه سال ۱۳۵۰ ناوسروان شهریار شفیق، ناخدا فرید خزعل، سرهنگ صولتی به همراه سروان رضا سوزنچی کاشانی، مهناوی یکم حبیب سولکی کهریزی و ناوی آیت خانی، برای آزادسازی جزایرسه گانه خلیج فارس از چنگ انگلیس راهی می‌شوند، که در جریان این عملیات سوزنچی، کهریزی و خانی کشته شدند.
ناخدا فرید خزعل در سال ۱۳۵۴ و سن ۴۸ سالگی درگذشت و در گورستان ظهیرالدوله تهران به خاک سپرده شد.